# Great Point Light
Great Point Light (auch Nantucket Light) ist ein Leuchtturm an der Nordspitze der Insel Nantucket auf dem Gebiet des Bundesstaats Massachusetts der Vereinigten Staaten. Er wird von der Küstenwache der Vereinigten Staaten verwaltet. Von 1982 bis 1986 war der Leuchtturm im National Register of Historic Places eingetragen.

## Geschichte
Die Stadtväter von Nantucket beauftragten im Jahr 1770 ihren Repräsentanten beim Massachusetts General Court, seinen dortigen Einfluss geltend zu machen und sich um die Errichtung eines Leuchtturms auf der Insel zu bemühen. Tatsächlich erließ das Gericht am 5. Februar 1784 eine entsprechende Resolution, um so schnell wie möglich an der vorgesehenen Stelle einen Leuchtturm zu errichten. Am 11. November desselben Jahres bewilligte der Bundesstaat Finanzmittel in Höhe von knapp 1.090 Britischen Pfund (dies entspricht einem heutigen Gegenwert von ca. 180.000 Pfund), und der Leuchtturm wurde noch im selben Jahr gebaut. Am 10. Juni 1790 wurde das Bauwerk auf der Basis eines entsprechenden Gesetzes vom 7. August 1789 in das Eigentum der Vereinigten Staaten überschrieben.
Im November 1816 wurde der Leuchtturm durch ein Feuer vollständig zerstört, wobei die Ursache nie aufgeklärt werden konnte. Am 3. März 1817 bewilligte der Kongress der Vereinigten Staaten Finanzmittel in Höhe on 7.500 US-Dollar (heute ca. 180.000 Dollar), um einen Neubau zu finanzieren, der 1818 fertiggestellt werden konnte. 1857 wurde eine Fresnel-Linse 3. Ordnung installiert, 1882 ersetzte Mineralöl das bislang verwendete Schweinefett als Brennstoff. 
Zwischen 1863 und 1890 kam es innerhalb der Reichweite des Leuchtturms zu insgesamt 43 Schiffsunglücken, da viele Kapitäne den Leuchtturm mit dem Feuerschiff verwechselten, das vor den Cross Rip-Untiefen warnte, und auf Grund liefen. 1889 wurde der Linse des Great Point Light schließlich ein roter Sektor hinzugefügt, um vor den Untiefen bei Cross Rip sowie bei Tuckernuck zu warnen und um es vom Feuerschiff unterscheidbar zu machen.
1982 wurde das Bauwerk als Nantucket Light unter der Nummer 82005272 als National Historic Landmark in das National Register of Historic Places (NRHP) eingetragen. Im März 1984 wurde der Leuchtturm bei einem Sturm vollständig zerstört und 1986 durch einen Neubau ersetzt; im gleichen Zuge wurde der Eintrag im NRHP gelöscht. Mit der Unterstützung des damaligen Senators Edward Kennedy wurden 2 Millionen US-Dollar bereitgestellt, um den Leuchtturm neu bauen zu können. Der Neubau wurde auf Grundlage der Originalpläne aus dem Jahr 1818 als Nachbildung errichtet und kostete über eine Million US-Dollar. Die restlichen Gelder wurden für den Wiederaufbau des Cape Poge Light und des Monomoy Point Light verwendet. Heute gehört der Leuchtturm zum Schutzgebiet Coskata-Coatue Wildlife Refuge.

## Architektur und Technik
Der Leuchtturm ist zylindrisch aufgebaut und verjüngt sich konisch nach oben. Die aktuell verwendete Linse des Typs VRB-25 erzeugt alle fünf Sekunden einen weißen Lichtblitz, der 14 sm (25,9 km) weit zu sehen ist. Im Sektor von 84° bis 106° wird ein roter Blitz mit einer Reichweite von 12 sm (22,2 km) generiert. Der Leuchtturm verfügt nicht über ein Nebelhorn.